# بيفيرلي كروس
بيفيرلي كروس (بالإنجليزية: Beverley Cross)‏ هو كاتب سيناريو بريطاني، ولد في 13 أبريل 1931 في لندن الكبرى في المملكة المتحدة، وتوفي بنفس المكان في 20 مارس 1998.

## وصلات خارجية
- بيفيرلي كروس على موقع IMDb (الإنجليزية)
- بيفيرلي كروس على موقع ألو سيني (الفرنسية)
- بيفيرلي كروس على موقع أول موفي (الإنجليزية)
- بيفيرلي كروس على موقع قاعدة بيانات برودواي على الإنترنت (الإنجليزية)
- بيفيرلي كروس على موقع قاعدة بيانات الأفلام السويدية (السويدية)
- بيفيرلي كروس على موقع قاعدة بيانات الفيلم (الإنجليزية)
- بيفيرلي كروس على موقع كينوبويسك (الروسية)